# Viktor Madin
Viktor Madin, inițial Victor Madincea, (20 decembrie 1876, Lugoj, Austro-Ungaria – 19 martie 1968, Viena, Austria) a fost un cântăreț de operă (bariton) austriac de origine română. A fost membru al ansamblului Operei de Stat din Viena timp de peste cincizeci de ani.

## Biografie
Viktor Madin s-a născut în Lugoj, pe atunci parte din Austro-Ungaria.
Tatăl său, Ioan Madincea, s-a stabilit la Lugoj după o perioadă în care a efectuat un stagiu de funcționar notarial în comuna cărășeană Obreja. Bunicii paterni erau originari din Glimboca, unde Viktor și-a petrecut o parte din copilărie.
La îndemnul tatălui său, ofițer în Regimentul de graniță valaho-bănățean de la Caransebeș, urmează o carieră militară. Astfel, Madincea a devenit locotenent la Școala Militară de Scrimă din Garnizoana Neuer Wienerstadt.
Destinul său s-a schimbat în mod semnificativ printr-o fericită întâmplare. În timpul unui bal al ofițerilor vienezi, a avut ocazia să cânte în fața lui Gustav Mahler, directorul Operei vieneze, care a recunoscut imediat calitățile sale vocale deosebite. Sub protecția lui Mahler, începând cu anul 1905, Madincea și-a perfecționat tehnica vocală la Conservatorul din Viena, sub îndrumarea profesorului Fell, din 1908 activând în cadrul Operei de Stat din Viena.
A fost unul dintre cei mai longevivi cântăreți ai Operei de Stat din Viena.  În perioada 1908-1959, a interpretat peste 250 de roluri în peste 7.000 de reprezentații, în principal în roluri mai mici și medii. Este considerat cântărețul cu cel mai mare număr de apariții în orice operă din lume. A primit titlul de Kammersänger, o onoare acordată cântăreților distinși de la Operă de Stat. A avut succes în mod deosebit în rolurile Da Ponte/Mozart, cum ar fi Masetto în Don Giovanni și Antonio din Nunta lui Figaro, precum și Faninal din Cavalerul rozelor de Hofmannsthal și Strauss. Uneori a interpretat și piese importante precum Klingsor în Parsifal, Alberich în Inelul Nibelungilor și Don Alfonso în Così fan tutte. În Cavalerul rozelor, pe parcursul a patruzeci și cinci de ani (1911-1956), a alternat între cinci roluri - de 89 de ori Lakai der Marschallin, o dată Notario, de 265 de ori Haushofmeister bei der Feldmarschallin, de 201 de ori Polizeikommissär și de 52 de ori Faninal. În 1955 a fost distins cu Decorația de Onoare pentru Servicii aduse Republicii Austria, iar în 1966 a fost numit Membru de Onoare al Operei de Stat din Viena.
Din 1922 până în 1946 a fost un invitat regulat al Festivalului de la Salzburg. În prima reprezentație de operă a Festivalului – Don Giovanni, dirijată de Richard Strauss la 14 august 1922 – a cântat Masetto. Prin toate schimbările politice – de la Prima Republică, Ständestaat, al Treilea Reich și până la a Doua Republică – a interpretat rolul grădinarului Antonio în toate producțiile de la Salzburg ale operei Nunta lui Figaro din 1922 până în 1946.
Viktor Madin a murit la Viena (19 martie 1968).